# Aikawa (Kanagawa)
Aikawa (jap. 愛川町 Aikawa-machi) – miasto w Japonii, na wyspie Honsiu, w prefekturze Kanagawa. Według danych na rok 2020 miejscowość zamieszkiwało 39 869 mieszkańców , a gęstość zaludnienia wyniosła 1163 os./km².